# Fukyōwaon
„Fukyōwaon” (jap. 不協和音) – czwarty singel japońskiego zespołu Keyakizaka46, wydany w Japonii 5 kwietnia 2017 roku przez Sony Records.
Singel został wydany w pięciu edycjach: regularnej (CD) i czterech CD+DVD (Type-A, Type-B, Type-C, Type-D). Osiągnął 1 pozycję w rankingu Oricon i pozostał na liście przez 161 tygodni. Zdobył status potrójnej platynowej płyty.

## Lista utworów
Wszystkie utwory zostały napisane przez Yasushiego Akimoto.

### Type-A
| CD | CD                                                                            | CD                             | CD              | CD      |
| Nr | Tytuł utworu                                                                  | Kompozycja                     | Aranżacja       | Długość |
| -- | ----------------------------------------------------------------------------- | ------------------------------ | --------------- | ------- |
| 1. | „Fukyōwaon” (jap. 不協和音)                                                   | Bugbear                        | Bugbear         | 4:09    |
| 2. | „W-KEYAKIZAKA no uta” (jap. W-KEYAKIZAKAの詩) (wyk. Keyaki & Keyakizaka-gumi) | Jun'ya Maesako, Yasutaka.Ishio | Hiroshi Sasaki  | 5:08    |
| 3. | „Hohoemi ga kanashii” (jap. 微笑みが悲しい) (wyk. Techi & Neru)               | Takafumi Fujino                | Makoto Wakatabe | 4:55    |
| 4. | „Fukyōwaon” (jap. 不協和音) (off vocal ver.)                                  | Bugbear                        | Bugbear         | 4:09    |
| 5. | „W-KEYAKIZAKA no uta” (jap. W-KEYAKIZAKAの詩) (off vocal ver.)                | Jun'ya Maesako, Yasutaka.Ishio | Hiroshi Sasaki  | 5:08    |
| 6. | „Hohoemi ga kanashii” (jap. 微笑みが悲しい) (off vocal ver.)                  | Takafumi Fujino                | Makoto Wakatabe | 4:55    |

| DVD | DVD                                                         | DVD     |
| Nr  | Tytuł utworu                                                | Długość |
| --- | ----------------------------------------------------------- | ------- |
| 1.  | „Fukyōwaon” (jap. 不協和音) (music video)                   | 4:34    |
| 2.  | „W-KEYAKIZAKA no uta” (jap. W-KEYAKIZAKAの詩) (music video) | 5:25    |
| 3.  | „Ishimori Nijika” (jap. 石森虹花)                           | 7:11    |
| 4.  | „Uemura Rina” (jap. 上村莉菜)                               | 5:01    |
| 5.  | „Kobayashi Yui” (jap. 小林由依)                             | 8:57    |
| 6.  | „Harada Aoi” (jap. 原田葵)                                  | 8:11    |
| 7.  | „Nagahama Neru” (jap. 長濱ねる)                             | 5:10    |
| 8.  | „Kakizaki Memi & Sasaki Kumi” (jap. 柿崎芽実・佐々木美玲)   | 3:45    |
| 9.  | „Takase Mana & Higashimura Mei” (jap. 高瀬愛奈・東村芽依)   | 8:16    |

### Type-B
| CD | CD                                                                            | CD                             | CD                   | CD      |
| Nr | Tytuł utworu                                                                  | Kompozycja                     | Aranżacja            | Długość |
| -- | ----------------------------------------------------------------------------- | ------------------------------ | -------------------- | ------- |
| 1. | „Fukyōwaon” (jap. 不協和音)                                                   | Bugbear                        | Bugbear              | 4:09    |
| 2. | „W-KEYAKIZAKA no uta” (jap. W-KEYAKIZAKAの詩) (wyk. Keyaki & Keyakizaka-gumi) | Jun'ya Maesako, Yasutaka.Ishio | Hiroshi Sasaki       | 5:08    |
| 3. | „Tuning” (jap. チューニング) (wyk. Yuichans)                                  | Satoshi Watanabe               | Yūichi "Masa" Nonaka | 4:32    |
| 4. | „Fukyōwaon” (jap. 不協和音) (off vocal ver.)                                  | Bugbear                        | Bugbear              | 4:09    |
| 5. | „W-KEYAKIZAKA no uta” (jap. W-KEYAKIZAKAの詩) (off vocal ver.)                | Jun'ya Maesako, Yasutaka.Ishio | Hiroshi Sasaki       | 5:08    |
| 6. | „Tuning” (jap. チューニング) (off vocal ver.)                                 | Satoshi Watanabe               | Yūichi "Masa" Nonaka | 4:32    |

| DVD | DVD                                                     | DVD     |
| Nr  | Tytuł utworu                                            | Długość |
| --- | ------------------------------------------------------- | ------- |
| 1.  | „Fukyōwaon” (jap. 不協和音) (music video)               | 4:34    |
| 2.  | „Tuning” (jap. チューニング) (music video)              | 4:47    |
| 3.  | „Imaizumi Yui” (jap.今泉佑唯)                           | 6:43    |
| 4.  | „Ozeki Rika” (jap.尾関梨香)                             | 8:57    |
| 5.  | „Saitō Fuyuka” (jap.齋藤冬優花)                         | 7:07    |
| 6.  | „Moriya Akane” (jap.守屋茜)                             | 8:11    |
| 7.  | „Watanabe Rika” (jap.渡辺梨加)                          | 8:10    |
| 8.  | „Saitō Kyōko & Takamoto Ayaka” (jap.齊藤京子・高本彩花) | 9:08    |

### Type-C
| CD | CD                                                                            | CD                             | CD             | CD      |
| Nr | Tytuł utworu                                                                  | Kompozycja                     | Aranżacja      | Długość |
| -- | ----------------------------------------------------------------------------- | ------------------------------ | -------------- | ------- |
| 1. | „Fukyōwaon” (jap. 不協和音)                                                   | Bugbear                        | Bugbear        | 4:09    |
| 2. | „W-KEYAKIZAKA no uta” (jap. W-KEYAKIZAKAの詩) (wyk. Keyaki & Keyakizaka-gumi) | Jun'ya Maesako, Yasutaka.Ishio | Hiroshi Sasaki | 5:08    |
| 3. | „Wareta Smartphone” (jap. 割れたスマホ) (wyk. Aozora to MARRY)                | GRAVITY                        | GRAVITY        | 4:06    |
| 4. | „Fukyōwaon” (jap. 不協和音) (off vocal ver.)                                  | Bugbear                        | Bugbear        | 4:09    |
| 5. | „W-KEYAKIZAKA no uta” (jap. W-KEYAKIZAKAの詩) (off vocal ver.)                | Jun'ya Maesako, Yasutaka.Ishio | Hiroshi Sasaki | 5:08    |
| 6. | „Wareta Smartphone” (jap. 割れたスマホ) (off vocal ver.)                      | GRAVITY                        | GRAVITY        | 4:06    |

| DVD | DVD                                                                           | DVD     |
| Nr  | Tytuł utworu                                                                  | Długość |
| --- | ----------------------------------------------------------------------------- | ------- |
| 1.  | „Fukyōwaon” (jap. 不協和音) (music video)                                     | 4:34    |
| 2.  | „Wareta Smartphone” (jap. 割れたスマホ) (music video)                         | 4:25    |
| 3.  | „Koike Minami” (jap. 小池美波)                                                | 7:59    |
| 4.  | „Satō Shiori” (jap. 佐藤詩織)                                                 | 7:10    |
| 5.  | „Shida Manaka” (jap. 志田愛佳)                                                | 5:04    |
| 6.  | „Habu Mizuho” (jap. 土生瑞穂)                                                 | 6:14    |
| 7.  | „Watanabe Risa” (jap. 渡邉理佐)                                               | 7:42    |
| 8.  | „Ushio Sarina, Katō Shiho, Sasaki Kumi” (jap. 潮紗理菜・加藤史帆・佐々木久美) | 4:18    |

### Type-D
| CD | CD                                                                               | CD                             | CD             | CD      |
| Nr | Tytuł utworu                                                                     | Kompozycja                     | Aranżacja      | Długość |
| -- | -------------------------------------------------------------------------------- | ------------------------------ | -------------- | ------- |
| 1. | „Fukyōwaon” (jap. 不協和音)                                                      | Bugbear                        | Bugbear        | 4:09    |
| 2. | „W-KEYAKIZAKA no uta” (jap. W-KEYAKIZAKAの詩) (off vocal ver.)                   | Jun'ya Maesako, Yasutaka.Ishio | Hiroshi Sasaki | 5:08    |
| 3. | „Bokutachi wa tsukiatteiru” (jap. 僕たちは付き合っている) (wyk. Hiragana Keyaki) | Yo-Hey                         | Yo-Hey         | 4:38    |
| 4. | „Fukyōwaon” (jap. 不協和音) (off vocal ver.)                                     | Bugbear                        | Bugbear        | 4:09    |
| 5. | „W-KEYAKIZAKA no uta” (jap. W-KEYAKIZAKAの詩) (off vocal ver.)                   | Jun'ya Maesako, Yasutaka.Ishio | Hiroshi Sasaki | 5:08    |
| 6. | „Bokutachi wa tsukiatteiru” (jap. 僕たちは付き合っている) (off vocal ver.)       | Yo-Hey                         | Yo-Hey         | 4:38    |

| DVD | DVD                                                                     | DVD     |
| Nr  | Tytuł utworu                                                            | Długość |
| --- | ----------------------------------------------------------------------- | ------- |
| 1.  | „Fukyōwaon” (jap. 不協和音) (music video)                               | 4:34    |
| 2.  | „Bokutachi wa tsukiatteiru” (jap. 僕たちは付き合っている) (music video) | 6:37    |
| 3.  | „Oda Nana” (jap. 織田奈那)                                              | 4:46    |
| 4.  | „Sugai Yūka” (jap. 菅井友香)                                            | 8:11    |
| 5.  | „Suzumoto Miyu” (jap. 鈴本美愉)                                         | 6:13    |
| 6.  | „Nagasawa Nanako” (jap. 長沢菜々香)                                     | 3:36    |
| 7.  | „Hirate Yurina” (jap. 平手友梨奈)                                       | 8:11    |
| 8.  | „Yonetani Nanami” (jap. 米谷奈々未)                                     | 7:51    |
| 9.  | „Iguchi Mao & Kageyama Yuka” (jap. 井口眞緒・影山優佳)                  | 4:57    |

### Edycja regularna
| CD | CD                                                             | CD                             | CD             | CD      |
| Nr | Tytuł utworu                                                   | Kompozycja                     | Aranżacja      | Długość |
| -- | -------------------------------------------------------------- | ------------------------------ | -------------- | ------- |
| 1. | „Fukyōwaon” (jap. 不協和音)                                    | Bugbear                        | Bugbear        | 4:09    |
| 2. | „W-KEYAKIZAKA no uta” (jap. W-KEYAKIZAKAの詩) (off vocal ver.) | Jun'ya Maesako, Yasutaka.Ishio | Hiroshi Sasaki | 5:08    |
| 3. | „Eccentric” (jap. エキセントリック)                            | Nazca                          | the Third      | 4:33    |
| 4. | „Fukyōwaon” (jap. 不協和音) (off vocal ver.)                   | Bugbear                        | Bugbear        | 4:09    |
| 5. | „W-KEYAKIZAKA no uta” (jap. W-KEYAKIZAKAの詩) (off vocal ver.) | Jun'ya Maesako, Yasutaka.Ishio | Hiroshi Sasaki | 5:08    |
| 6. | „Eccentric” (jap. エキセントリック) (off vocal ver.)           | Nazca                          | the Third      | 4:33    |

## Skład zespołu
| „Fukyōwaon” |
| --- |
| - Kanji Keyaki: Nijika Ishimori, Yui Imaizumi, Rina Uemura, Rika Ozeki, Nana Oda, Minami Koike, Yui Kobayashi, Fuyuka Saitō, Shiori Satō, Manaka Shida, Yūka Sugai, Miyu Suzumoto, Nanako Nagasawa, Mizuho Habu, Aoi Harada, Yurina Hirate (środek), Akane Moriya, Nanami Yonetani, Rika Watanabe, Risa Watanabe - Hiragana Keyaki: Neru Nagahama |

| „W-KEYAKIZAKA no uta” |
| --- |
| Piosenka została wykonywana przez wszystkie członkinie w momencie wydania. - Kanji Keyaki: Nijika Ishimori, Yui Imaizumi, Rina Uemura, Rika Ozeki, Nana Oda, Minami Koike, Yui Kobayashi, Fuyuka Saitō, Shiori Satō, Manaka Shida, Yūka Sugai, Miyu Suzumoto, Nanako Nagasawa, Mizuho Habu, Aoi Harada, Yurina Hirate (środek), Akane Moriya, Nanami Yonetani, Rika Watanabe, Risa Watanabe - Hiragana Keyaki: Mao Iguchi, Sarina Ushio, Memi Kakizaki, Yūka Kageyama, Shiho Katō, Kyōko Saitō, Kumi Sasaki, Mirei Sasaki, Mana Takase, Ayaka Takamoto, Neru Nagahama, Mei Higashimura |

| „Hohoemi ga kanashii”                                          |
| -------------------------------------------------------------- |
| - Kanji Keyaki: Yurina Hirate - Hiragana Keyaki: Neru Nagahama |

| „Tuning”                                    |
| ------------------------------------------- |
| - Kanji Keyaki: Yui Imaizumi, Yui Kobayashi |

| „Wareta Smartphone”                                                                           |
| --------------------------------------------------------------------------------------------- |
| - Kanji Keyaki: Manaka Shida, Yūka Sugai (środek), Akane Moriya, Rika Watanabe, Risa Watanabe |

| „Bokutachi wa tsukiatteiru” |
| --- |
| - Hiragana Keyaki: Mao Iguchi, Sarina Ushio, Memi Kakizaki, Yūka Kageyama, Shiho Katō, Kyōko Saitō, Kumi Sasaki, Mirei Sasaki, Mana Takase, Ayaka Takamoto, Neru Nagahama (środek), Mei Higashimura |

| „Eccentric” |
| --- |
| - Kanji Keyaki: Nijika Ishimori, Yui Imaizumi, Rina Uemura, Rika Ozeki, Nana Oda, Minami Koike, Yui Kobayashi, Fuyuka Saitō, Shiori Satō, Manaka Shida, Yūka Sugai, Miyu Suzumoto, Nanako Nagasawa, Mizuho Habu, Aoi Harada, Yurina Hirate (środek), Akane Moriya, Nanami Yonetani, Rika Watanabe, Risa Watanabe - Hiragana Keyaki: Neru Nagahama |

## Notowania
| Lista                             | Pozycja |
| --------------------------------- | ------- |
| Oricon Weekly Singles Chart       | 1       |
| Oricon Yearly Singles Chart       | 8       |
| Billboard Japan Hot 100           | 1       |
| Billboard Japan Hot Singles Sales | 1       |

## Sprzedaż
| Dane wg         | Sprzedaż |
| --------------- | -------- |
| Oricon          | 807 559  |
| Billboard Japan | 825 762+ |